# Olophrum rotundicolle
Olophrum rotundicolle är en skalbaggsart som först beskrevs av Sahlberg 1830.  Olophrum rotundicolle ingår i släktet Olophrum, och familjen kortvingar. Arten är reproducerande i Sverige.